# Banque SYZ
Banque SYZ SA é um banco privado de Genebra pertencente ao grupo bancário suíço SYZ, fundado em 1996 por Eric Syz, Alfredo Piacentini e Paolo Luban. Em junho de 2014, dois dos cofundadores decidiram dar um novo rumo a suas carreiras. Eric Syz assumiu, assim, o controle de quase todas as ações da holding do Grupo.
O banco dedica-se à gestão de ativos abrangendo duas atividades: banco privado (SYZ Wealth Management) e gestão institucional (SYZ Asset Management), sob a forma de mandatos segregados ou por meio dos fundos de investimento OYSTER.
O banco conta com unidades na Suíça, em Genebra, Zurique, Lugano, Locarno - e no exterior, em Milão, Madri, Londres, Edimburgo, Luxemburgo, Bruxelas, Paris, Munique, Nassau, Miami e Joanesburgo. Os ativos sob gestão do Grupo, em dezembro de 2017, totalizaram CHF 37.2 bilhões.

## História
Banque SYZ foi fundado em janeiro de 1996, em Genebra. Em julho do mesmo ano, criou a SICAV Luxemburguesa OYSTER.
Em 1999, o banco iniciou sua expansão internacional, criando o SYZ Bank & Trust em Nassau, e na Suíça, com a abertura de escritórios em Lugano e Locarno. Em julho de 2001, novos escritórios foram abertos em Luxemburgo, imediatamente seguidos por uma implantação em Londres, em agosto de 2001.
Em 2002, o banco associou-se ao grupo italiano Albertini para criar a empresa de gestão Albertini SYZ, em Milão, transformada em banco em novembro de 2003, sob o nome de Banca Albertini SYZ. Em 2013, SYZ assume o controle do Banca Albertini SYZ.
Em março de 2003, o banco abre sua agência de Zurique.
Em 2010, o banco decidiu reunir todas as suas atividades de gestão de ativos institucionais em uma nova entidade, a SYZ Asset Management.
Em 2011, SYZ estabelece um escritório em Paris, voltado para a comercialização de seus Fundo de investimento OYSTER com os clientes institucionais franceses.
Em junho de 2012, criou a SYZ Swiss Advisors, uma empresa de gestão suíça registrada na Comissão de Títulos e Câmbio dos Estados Unidos e dedicada especialmente aos investidores norte-americanos.
Por ocasião de uma das janelas de saída de seu acordo de parceria, dois dos três sócios fundadores, Alfredo Piacentini e Paolo Luban, deixam o grupo em junho de 2014. Eric Syz torna-se, assim, o acionista majoritário e CEO.
Em julho de 2014, Banque SYZ foi classificado como o melhor banco suíço em termos de solidez no ranking anual dos maiores bancos do mundo (Top 1000 World Banks 2014), estabelecido pela revista britânica The Banker, membro do Grupo Financial Times. A solidez dos bancos foi medida pela proporção capital/ativos (patrimônio líquido dividido pelos ativos).
Em outubro de 2014, Banque SYZ foi nomeado o Melhor Banco Privado (Best Private Banking Boutique) pelo júri do prêmio Global Private Banking Awards 2014 organizado pelas revistas britânicas Professional Wealth Management (PWM) e The Banker, duas publicações do grupo Financial Times.
Em julho de 2015, Banque SYZ adquire o Royal Bank of Canada (Suíça) SA.
Em outubro de 2016, Banque SYZ foi nomeado pelo terceiro ano consecutivo o Melhor Banco Privado (Best Private Banking Boutique) pelo júri do prêmio Global Private Banking Awards organizado pelas revistas britânicas Professional Wealth Management (PWM) e The Banker, duas publicações do grupo Financial Times.
Em dezembro de 2016, um ramo da SYZ Asset Management (Europe) Ltd abre em Munique.
Em setembro de 2017, um ramo da SYZ Asset Management (Europe) Ltd abre em Madrid.

## Filiações
O banco é membro das seguintes associações:
- Association Suisse des Banquiers[12]
- Fondation Genève Place Financière[13]
- Association de Banques Suisses de Gestion[14]
- Association Suisse des Gérants de Fortune[15]
- Associazione Bancaria Ticinese[16]